# Романова, Елена Олеговна
Елена Олеговна Романова (род. 1962) — советский и российский журналист, искусствовед, эксперт и специалист в области  искусствознания и художественной критики. Член Союза журналистов Москвы (с 1993) и Творческого союза художников России (с 2016). Академик РАХ (2019).

## Биография
Родилась 27 сентября 1962 года в Москве.
С 1978 по 1983 год обучалась в Московском институт народного хозяйства имени Г. В. Плеханова.
С 1984 по 1991 год работала в Государственном комитете СССР по телевидению и радиовещанию в должностях: редактора, корреспондента и редактора-консультанта главной редакции радиовещания на Англию и США. С 2001 по 2008 год — главный редактор редакционно-издательского комплекса Творческой мастерской при Российской академии художеств. С 2009 по 2015 год сотрудник аппарата президента РАХ З. К. Церетели. С 2015 года — советник  Отделения искусствознания и художественной критики Российской академии художеств и одновременно научный сотрудник и старший научный сотрудник сектора по научно-методической работе Управления научной популяризации искусства, просветительской и образовательной деятельности Московского музея современного искусства.
Е. О. Романова является автором монографий в том числе «Анненков. Бушен. Серебряков. Терешкович. Книжная графика в собрании Ренэ Герра». (М., 2017 и 2018 (переиздание)), многочисленных научных работ о творчестве ведущих художников-монументалистов, а так же о неизвестных работах русских художников первой волны эмиграции во Франции на основе собраний французского филолога-слависта Рене Герра, в том числе «Только искусство. Книжная графика Александра Серебрякова в собрании Ренэ Герра», «Живописец-поэт Дмитрий Бушен. Наследие художника в книжном собрании Ренэ Герра», «Как просто и легко это написано или Книжные иллюстрации Константина Терешковича», «Чарли и другие», «Мир эмалей и рельефов мастера», «Живописные рельефы в экспериментальном художественном пространстве Зураба Церетели» и «История Грузии Зураба Церетели». Е. О. Романова была автором-составителем альбомов «Храм Христа Спасителя» (М.: 2007 — ISBN 5-86057-004-X), «Православные храмы Москвы» (М.: 2016). Её работы публиковались в различных художественных журналах, в том числе в журналах «Декоративное искусство» и «Искусствознание».
С 1993 года Е. О. Романова избрана членом Союза журналистов Москвы. С 2016 года была избрана членом Творческого союза художников России. В 2007 году Е. О. Романова была избрана член-корреспондентом, с 2019 года — Действительным членом РАХ по Отделению искусствознания и художественной критики.